# Biblioteka opactwa św. Galla
Biblioteka opactwa św. Galla (Stiftsbibliothek St. Gallen) – założona przez iryjskiego mnicha Otmara w 612 roku. Biblioteka mieści się w St. Gallen w Szwajcarii.
Jest to najstarsza biblioteka w Szwajcarii, jedna z najwcześniejszych i najważniejszych bibliotek klasztornych na świecie. Przechowuje w swoich zbiorach 2100 rękopisów datowanych od VIII do XV wieku, 1650 inkunabułów (drukowanych przed rokiem 1500) i starodruków. Zbiory biblioteczne zawierają w sumie około 170 tys. woluminów.
Księgozbiór biblioteki dostępny jest do publicznego użytku, ale książki pochodzące sprzed 1900 roku muszą być czytane w specjalnej czytelni.
Hala główna biblioteki została zbudowana i wyposażona w stylu rokoko.
W 1983 roku biblioteka wraz z opactwem św. Galla zostały wpisane na Listę Światowego Dziedzictwa Kulturowego, jako „doskonały przykład klasztoru z czasów Karolingów”. Tutaj przechowywany jest manuskrypt B z Pieśnią o Nibelungach.
W latach 90. stworzona została biblioteka wirtualna z zamiarem udostępnienia szerszemu kręgowi najstarszych zbiorów biblioteki – Codices Electronici Sangallenses. W chwili obecnej 610 rękopisów dostępnych jest w wersji elektronicznej (stan na 1 lipca 2017).